# Deux-Verges
Deux-Verges település Franciaországban, Cantal megyében. Lakosainak száma 53 fő (2022. január 1.). Deux-Verges Anterrieux, Chaudes-Aigues, Jabrun és Saint-Rémy-de-Chaudes-Aigues községekkel határos.

## Népesség
A település népességének változása:
| Lakosok száma | 63   | 69   | 59   | 59   | 53   | 51   | 50   | 51   | 52   | 53   |
|               | 1968 | 1982 | 1990 | 2006 | 2013 | 2015 | 2017 | 2019 | 2020 | 2022 |